# Trương Giang Long
Trương Giang Long (sinh 1955) là một sĩ quan cao cấp của Công an nhân dân Việt Nam, cấp hàm Thiếu tướng, Giáo sư, Tiến sĩ, Nhà giáo Nhân dân. Ông  nguyên là Ủy viên Thường vụ Đảng ủy, nguyên Phó Tổng Cục trưởng Tổng cục Chính trị Công an nhân dân kiêm Giám đốc Học viện Chính trị Công an nhân dân (Việt Nam). Ông là Ủy viên Hội đồng Lý luận Trung ương khóa XII (2016-2021).

## Sự nghiệp
Trương Giang Long sinh năm 1955 tại Nga Sơn, Thanh Hóa. Ông từng nhiều năm đảm nhiệm chức vụ Trưởng khoa Triết học - Xã hội học của Trường Đại học Kinh tế TP. Hồ Chí Minh.
Tháng 10-2008, Ban Bí thư bổ nhiệm Trương Giang Long, ủy viên Ban Biên tập kiêm Trưởng Ban Thường trú miền Nam giữ chức vụ Phó Tổng Biên tập Tạp chí Cộng sản (QĐ 989-QĐNS/TW, ngày 14-10-2008).
Năm 2013, ông được Ban Bí thư luân chuyển về Bộ Công an, đảm nhận chức vụ Phó Tổng cục trưởng Tổng cục Chính trị Công an nhân dân.
Ngày 25 tháng 4 năm 2014, Đại tá, GS. TS Trương Giang Long được bổ nhiệm kiêm nhiệm chức Giám đốc Học viện Chính trị Công an nhân dân. Cùng năm, ông được Chủ tịch nước ký quyết định thăng cấp bậc hàm Thiếu tướng.
Ngày 2 tháng 10 năm 2017, Thứ trưởng Công an Nguyễn Văn Thành đã trao quyết định nghỉ công tác chờ hưởng chế độ hưu trí của Bộ trưởng Bộ Công an đối với Thiếu tướng Trương Giang Long.
Tháng 11 năm 2017, Trương Giang Long được Chủ tịch nước phong tặng danh hiệu Nhà giáo Nhân dân. hiện đang là chủ tịch hội cựu công an nhân dân việt nam

## Nhận định về Trung Quốc
Trong một video xuất hiện trên YouTube hồi tháng 3/2017, ông Trương Giang Long nói về quan hệ với Trung Quốc: " Trung Quốc không bao giờ từ bỏ dã tâm chiếm Biển Đông của chúng ta. Trung Quốc có "gene tốt thấp, gene không tốt vượt trội". Nhưng Trung Quốc xấu, xấu nữa, thì chúng ta cũng vẫn tìm cách phải chung sống, chỉ làm sao để họ đừng xấu hơn."

## Khen thưởng
- Huy hiệu 40 năm tuổi Đảng Cộng sản Việt Nam (2016);[5]
- Huân chương Quân công hạng Ba;[1]
- Nhà giáo nhân dân (2017).